# Paweł Popielski
Paweł Popielski (ur. 21 sierpnia 1968) – polski inżynier, doktor habilitowany nauk technicznych. Specjalizuje się w budownictwie hydrotechnicznym, inżynierii wodnej oraz geotechnice. Profesor nadzwyczajny na  Wydziale Instalacji Budowlanych, Hydrotechniki i Inżynierii Środowiska Politechniki Warszawskiej.

## Życiorys
Stopień doktorski zdobył w 2001 na podstawie pracy pt. Model sufozji mechanicznej w ujęciu metody elementów skończonych (promotorem był prof. Janusz Dłużewski). Habilitował się w 2013 na podstawie oceny dorobku naukowego i rozprawy Oddziaływanie głębokich posadowień na otoczenie w środowisku zurbanizowanych. Pracuje jako profesor nadzwyczajny i kierownik w Zakładzie Budownictwa Wodnego i Hydrauliki Wydziału Instalacji Budowlanych, Hydrotechniki i Inżynierii Środowiska Politechniki Warszawskiej.
Prowadzi zajęcia m.in. z ziemnych konstrukcji hydrotechnicznych, alternatywnych źródeł energii, elektrowni wodnych, wytrzymałości materiałów i mechaniki budowli, hydrotechniki oraz mechaniki gruntów i fundamentowania. Jest członkiem szeregu krajowych i międzynarodowych towarzystw naukowych i technicznych, m.in. European Working Group on Internal Erosion in Embankment Dams and their Foundations (od 2008) oraz Międzynarodowego Stowarzyszenia Mechaniki Gruntów i Inżynierii Geotechnicznej (ISSMGE, od 2008). Jest prezesem zarządu Stowarzyszenia Absolwentów Budownictwa Wodnego i Gospodarki Wodnej Politechniki Warszawskiej.
Współautor podręcznika pt. Ćwiczenia laboratoryjne z wytrzymałości materiałów (wraz z Z. Kowalewskim, Oficyna Wydawnicza Politechniki Warszawskiej 2013, ISBN 978-83-7814-137-2). Artykuły publikował m.in. w takich czasopismach jak: "Reports on Geodesy and Geoinformatics" oraz "Czasopismo Techniczne".